# Eleny Ionel
Eleny-Nicoleta Ionel(Iași) é uma matemática romena, que pesquisa 
sobre topologia simplética. É professora de matemática da Universidade Stanford.

## Formação e carreira
Filha de Adrian Ionel, professor da Universitatea de Științe Agricole și Medicină Veterinară „Ion Ionescu de la Brad” din Iași. Frequentou o Colegiul „Costache Negruzzi” din Iași, obtendo a graduação em 1987. Obteve um bacharelado em 1991 na Universidade de Iaşi e um Ph.D. em 1996 na Universidade Estadual de Michigan, orientada por  Thomas H. Parker, com a tese Genus One Enumerative Invariants in {\displaystyle \mathbf {P} ^{n}}.
Após pesquisa de pós-doutorado no Mathematical Sciences Research Institute em Berkeley (Califórnia) e um cargo de C.L.E. Moore instructor no Instituto de Tecnologia de Massachusetts, foi professora da Universidade de Wisconsin-Madison em 1998, seguindo para Stanford em 2004.

## Reconhecimentos
Foi palestrante convidada do Congresso Internacional de Matemáticos em Pequim (2002). Foi selecionada como fellow da American Mathematical Society na classe de 2020, por "contributions to symplectic geometry and the geometric analysis approach to Gromov–Witten Theory".

## Publicações selecionadas
- Ionel, Eleny-Nicoleta (2002), «Topological recursive relations in {\displaystyle H^{2g}({\mathcal {M}}_{g,n})}», Inventiones Mathematicae, 148 (3): 627–658, MR 1908062, doi:10.1007/s002220100205
- Ionel, Eleny-Nicoleta; Parker, Thomas H. (2003), «Relative Gromov-Witten invariants», Annals of Mathematics, Second Series, 157 (1): 45–96, MR 1954264, arXiv:math/9907155, doi:10.4007/annals.2003.157.45
- Ionel, Eleny-Nicoleta; Parker, Thomas H. (2004), «The symplectic sum formula for Gromov-Witten invariants», Annals of Mathematics, Second Series, 159 (3): 935–1025, MR 2113018, arXiv:math/0010217, doi:10.4007/annals.2004.159.935
- Ionel, Eleny-Nicoleta; Parker, Thomas H. (2018), «The Gopakumar–Vafa formula for symplectic manifolds», Annals of Mathematics, Second Series, 187 (1): 1–64, MR 3739228, arXiv:1306.1516, doi:10.4007/annals.2018.187.1.1